# Henri van der Mandere
Henri Charles Claude Jacob (Henri) van der Mandere (Amsterdam, 17 maart 1883 - Den Haag, 6 maart 1959) was een Nederlands journalist, vredesactivist en radiocommentator voor de AVRO. Hij schreef verschillende boeken, hoofdstukken in andere werken en een groot aantal artikelen in kranten en tijdschriften, waaronder in Den Gulden Winckel. Hij was een centraal figuur in de Nederlandse vredesbeweging van de jaren tien, twintig en dertig van de 20e eeuw.

## Levensloop
Al op jonge leeftijd interesseerde Van der Mandere zich voor internationale politiek en een grote interesse ging van de 16-jarige uit naar de eerste Vredesconferentie van Den Haag die in 1899 plaatsvond in het Huis ten Bosch. Hij schreef hierover een boek dat hij uitbracht onder een fraai klinkend pseudoniem, Edgar de Melville, omdat hij vreesde dat zijn werk anders niet serieus genomen zou worden.
Het ontbrak hem aan de financiële mogelijkheden om een academische studie te volgen en koos daarom voor de journalistiek. Zijn werk kenmerkte zich door een vlotte schrijfstijl. Als journalist werkte hij achtereenvolgens in Goes, Nijmegen en Den Haag. Hij bekleedde daarnaast secretarisfuncties in het bedrijfsleven. Hij was onder meer algemeen secretaris bij de door de Volksbond tegen Drankmisbruik georganiseerde Nationale tentoonstelling voor huisvlijt (1910) en publiceerde in Op de hoogte over de bekroonde inzendingen.
Zijn interesse bleef uitgaan naar de internationale politiek en vooral naar de vredesbeweging waar in die tijd nog niet veel aandacht voor was. In deze tijd werd hij onder meer secretaris voor Vrede door Recht, een vereniging voor belangstellenden in de vredesbeweging. Bij het uitbreken van de Eerste Wereldoorlog in 1914 werd de Nederlandse Anti-Oorlog Raad opgericht die mensen van verschillende politieke richting aan zich bond, waaronder een aantal nieuw geïnteresseerden in het thema. Ook in deze vereniging speelde Van der Mandere een belangrijke rol. Na de oorlog werd de naam gewijzigd in Vereeniging voor Volkenbond en Vrede (VEV), om aan te geven dat de vereniging de doelstellingen van de nieuwe Volkenbond ondersteunde. Van der Mandere werd secretaris van de VEV, een functie die hij tot aan het uitbreken van de Tweede Wereldoorlog bekleedde. In 1946 werd de Volkenbond opgeheven. Intussen was een nieuwe internationale organisatie, de Verenigde Naties, opgericht. De VEV werd vervangen door de Vereniging voor Internationale Rechtsorde (Viro).
In deze decennia was hij een centraal figuur in de Nederlandse vredesbeweging. Hij organiseerde onder meer verschillende conferenties en tentoonstellingen, waaronder de Grotius-herdenking in 1925 en de Vredes- en Volkenbondstentoonstelling in 1930. Ook was hij een van de organisatoren achter de Vredesconferentie van Den Haag van 1913 en de Conferentie van Volkenbondsverenigingen in 1928.
Verder bracht hij een groot aantal publicaties voort over onderwerpen als de geschiedenis van de vredesbeweging, de Volkenbond, de Verenigde Naties, internationaal recht en internationale politiek. In de loop van zijn jaren verschoof zijn interesse steeds meer naar geschiedenis. Zijn werk werd gepubliceerd in kranten, tijdschriften, brochures en boeken.
In 1928 werd Van der Mandere benoemd tot directeur-secretaris van de Haagse Volksuniversiteit. In deze functie gaf hij talrijke lezingen over historische onderwerpen. Verder was hij radiocommentator voor de AVRO op het gebied van buitenlandse politiek.

## Erkenning
In 1924 werd Van der Mandere benoemd tot officier in de Orde van Oranje-Nassau. In 1947 bekroonde het Bestuur van de Carnegie Stichting hem met de Wateler Vredesprijs.